# Ramana Vieira
Ramana Vieira (San Leandro (Califórnia)), é uma fadista norte-americana de ascendência portuguesa. Ramana tem sido apelidada de "A nova voz portuguesa de world music".

## Discografia
- (2009) - Lágrimas de Rainha.Tears of a Queen
- (2000) - Sem Ti.Without You